# IAAF Label Road Races 2010

Logo

Die IAAF Label Road Races 2010 waren Laufveranstaltungen, die von der IAAF für 2010 das Etikett Gold, Silber oder Bronze erhielten. 

## Gold
| auch Teil des World Marathon Majors |

| Datum  | Veranstaltung                                       | Distanz    | Sieger                    | Siegerin                  |
| ------ | --------------------------------------------------- | ---------- | ------------------------- | ------------------------- |
| 02.01. | Xiamen-Marathon Xiamen                              | 42,195 km  | Feyisa Lilesa             | Atsede Baysa              |
| 17.01. | Mumbai-Marathon Mumbai                              | 42,195 km  | Dennis Musembi Ndiso      | Bizunesh Urgesa           |
| 28.02. | Tokio-Marathon 2010 Tokio                           | 42,195 km  | Masakazu Fujiwara         | Alewtina Biktimirowa      |
| 28.02. | World’s Best 10K San Juan                           | 10 km      | Moses Ndiema Masai        | Vivian Jepkemoi Cheruiyot |
| 07.03. | Biwa-See-Marathon Ōtsu                              | 42,195 km  | Yemane Tsegay             | –                         |
| 21.03. | Seoul International Marathon Seoul                  | 42,195 km  | Sylvester Kimeli Teimet   | Amane Gobena              |
| 21.03. | Lissabon-Halbmarathon Lissabon                      | 21,0975 km | Zersenay Tadese           | Peninah Jerop Arusei      |
| 27.03. | Prag-Halbmarathon Prag                              | 21,0975 km | Joel Kimurer Kemboi       | Rose Jerotich Kosgei      |
| 11.04. | Paris-Marathon Paris                                | 42,195 km  | Tadese Tola               | Atsede Baysa              |
| 19.04. | Boston-Marathon 2010 Boston                         | 42,195 km  | Robert Kiprono Cheruiyot  | Teyba Erkesso             |
| 25.04. | London-Marathon 2010 London                         | 42,195 km  | Tsegay Kebede             | Aselefech Mergia          |
| 16.05. | Great Manchester Run Manchester                     | 10 km      | Haile Gebrselassie        | Werknesh Kidane           |
| 23.06. | World 10K Bangalore Bangalore                       | 10 km      | Titus Kipjumba Mbishei    | Wude Ayalew               |
| 01.08. | Bogotá-Halbmarathon Bogotá                          | 21,0975 km | Deriba Merga              | Shewarge Alene            |
| 19.09. | Great North Run Newcastle upon Tyne – South Shields | 10 km      | Haile Gebrselassie        | Berhane Adere             |
| 26.09. | Berlin-Marathon 2010 Berlin                         | 42,195 km  | Patrick Makau             | Aberu Kebede              |
| 26.09. | Portugal-Halbmarathon Lissabon                      | 21,0975 km | Tadese Tola               | Mary Jepkosgei Keitany    |
| 10.10. | Chicago-Marathon 2010 Chicago                       | 42,195 km  | Samuel Kamau Wanjiru      | Atsede Baysa              |
| 24.10. | Peking-Marathon Peking                              | 42,195 km  | Siraj Gena                | Wang Jiali                |
| 24.10. | Great South Run Portsmouth                          | 10 Meilen  | Joseph Ebuya              | Grace Kwamboka Momanyi    |
| 31.10. | Frankfurt-Marathon Frankfurt am Main                | 42,195 km  | Wilson Kipsang            | Caroline Cheptanui Kilel  |
| 31.10. | Athen-Marathon Athen                                | 42,195 km  | Raymond Kimutai Bett      | Rasa Drazdauskaitė        |
| 07.11. | New-York-City-Marathon 2010 New York City           | 42,195 km  | Gebregziabher Gebremariam | Edna Ngeringwony Kiplagat |
| 21.11. | Delhi-Halbmarathon Neu-Delhi                        | 21,0975 km | Geoffrey Kiprono Mutai    | Aselefech Mergia          |

## Silber
| Datum  | Veranstaltung                            | Distanz    | Sieger                   | Siegerin                |
| ------ | ---------------------------------------- | ---------- | ------------------------ | ----------------------- |
| 31.01. | Osaka Women’s Marathon Osaka             | 42,195 km  | –                        | Amane Gobena            |
| 07.02. | Beppu-Ōita-Marathon Ōita                 | 42,195 km  | Jonathan Kosgei Kipkorir | –                       |
| 07.02. | Kagawa-Marugame-Halbmarathon Marugame    | 21,0975 km | Daniel Gitau             | Nicole Chapple          |
| 19.02. | RAK-Halbmarathon Ra’s al-Chaima          | 21,0975 km | Geoffrey Kiprono Mutai   | Elvan Abeylegesse       |
| 14.03. | Nagoya-Marathon Nagoya                   | 42,195 km  | –                        | Yuri Kanō               |
| 21.03. | Rom-Marathon Rom                         | 42,195 km  | Siraj Gena               | Firehiwot Dado          |
| 25.04. | Madrid-Marathon Madrid                   | 42,195 km  | Thomson Kibet Cherogony  | Desta Girma             |
| 09.05. | Prag-Marathon Prag                       | 42,195 km  | Eliud Kiptanui           | Helena Loshanyang Kirop |
| 29.05. | Ottawa 10K Ottawa                        | 10 km      | Lelisa Desisa            | Dire Tune               |
| 30.05. | Ottawa-Marathon Ottawa                   | 42,195 km  | Arata Fujiwara           | Merima Mohammed         |
| 05.06. | Freihofer’s Run for Women Albany         | 5 km       | –                        | Emily Chebet Muge       |
| 11.09. | Grand Prix von Prag Prag                 | 10 km      | Mourad Marofit           | –                       |
| 26.09. | Toronto Waterfront Marathon Toronto      | 42,195 km  | Kenneth Mburu Mungara    | Sharon Jemutai Cherop   |
| 17.10. | Istanbul-Marathon Istanbul               | 42,195 km  | Vincent Kiplagat Kiptoo  | Ashu Kasim              |
| 17.10. | Gyeongju International Marathon Gyeongju | 42,195 km  | Dejene Yirdaw            | Chung Yun-hee           |
| 19.10. | Dam tot Damloop Amsterdam                | 10 Meilen  | John Nzau Mwangangi      | Hilda Kibet             |
| 24.10. | Chuncheon-Marathon Chuncheon             | 42,195 km  | Benjamin Kolum Kiptoo    | Kim Seon-jeong          |
| 24.10. | Venedig-Marathon Venedig                 | 42,195 km  | Simon Kamama Mukun       | Makda Harun             |
| 31.10. | Marseille – Cassis Marseille             | 20,308 km  | Philemon Kimeli Limo     | Diana Sigei Chepkemoi   |
| 14.11. | Turin-Marathon Turin                     | 42,195 km  | Ruggero Pertile          | Priscah Jeptoo          |
| 21.11. | Zevenheuvelenloop Nijmegen               | 15 km      | Leonard Patrick Komon    | Genet Getaneh           |
| 05.12. | Fukuoka-Marathon Fukuoka                 | 42,195 km  | Jaouad Gharib            | –                       |
| 05.12. | Singapur-Marathon Singapur               | 42,195 km  | Kenneth Mburu Mungara    | Irene Jerotich Kosgei   |
| 31.12. | San Silvestre Vallecana Madrid           | 10 km      | Zersenay Tadese          | Jéssica Augusto         |

## Bronze
| Datum  | Veranstaltung                             | Distanz    | Sieger                    | Siegerin                      |
| ------ | ----------------------------------------- | ---------- | ------------------------- | ----------------------------- |
| 07.03. | Paris-Halbmarathon Paris                  | 21,0975 km | Wilson Kiprop             | Atsede Baysa                  |
| 11.04. | Pjöngjang-Marathon Pjöngjang              | 42,195 km  | Iwan Babaryka             | Kim Kum-ok                    |
| 18.04. | Nagano-Marathon Nagano                    | 42,195 km  | Nicholas Kipkorir Chelimo | Lisa Jane Weightman           |
| 18.04. | Cursa Bombers Barcelona                   | 42,195 km  | Josphat Kiprono Menjo     | Jéssica Augusto               |
| 18.04. | Great Ireland Run Dublin                  | 10 km      | Martin Fagan              | Freya Murray                  |
| 18.04. | Alexander-der-Große-Marathon Thessaloniki | 42,195 km  | Mehari Gebre              | Switlana Stanko               |
| 16.05. | Salzburg-Marathon Salzburg                | 42,195 km  | Thomas Ngelel             | Viola Bor Chepketing          |
| 26.06. | Corrida de Langueux Langueux              | 10 km      | Azmeraw Bekele            | Meriem Wangari                |
| 07.11. | JoongAng Seoul Marathon Seoul             | 42,195 km  | David Kemboi Kiyeng       | Kim Eun-jung (Leichtathletin) |